# 臺灣高山茶

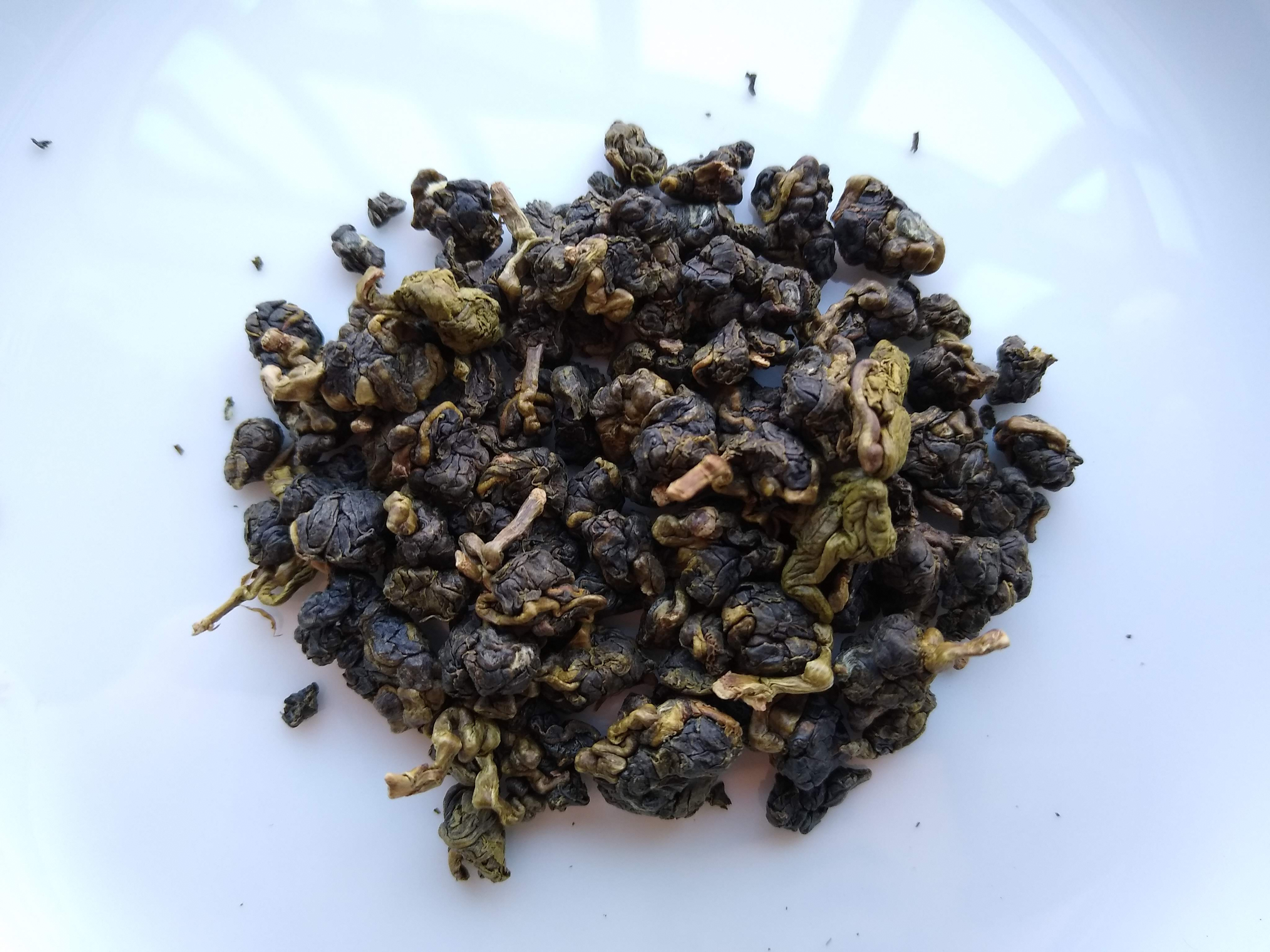
高山茶

臺灣高山茶，即高山茶（臺灣話： 或 ），指的是在海拔1,000公尺以上的台灣茶園，所產製的台灣茶，「高山茶」並非專指某地生產的茶葉，而僅是與「平地茶」相對的一個概念名詞。以台灣烏龍茶為主，也可以製成包種茶，台灣鐵觀音與紅茶。

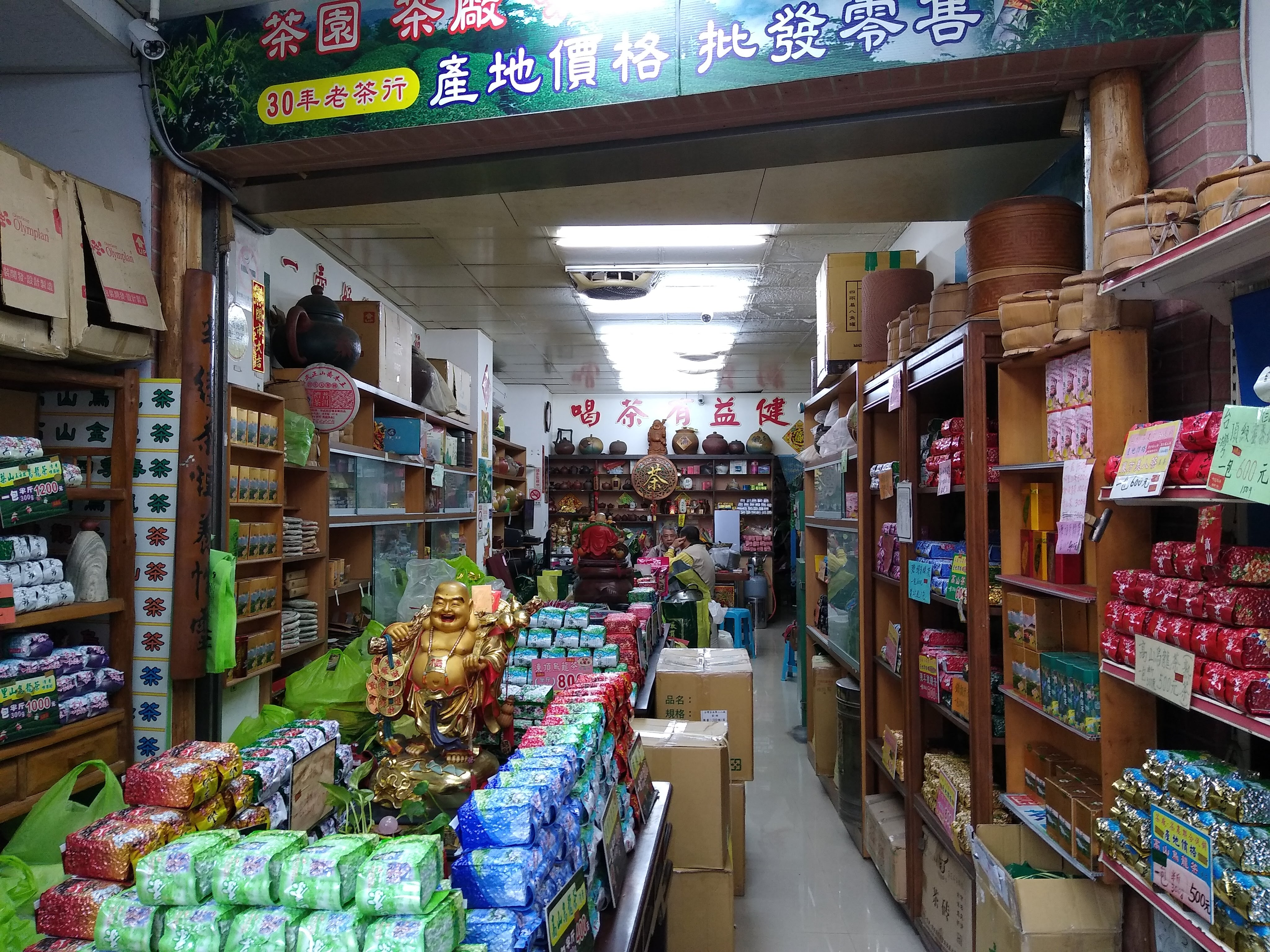
賣高山茶的店

## 名稱起源
高山茶名稱的來源，是來自在梨山經營水梨果園的果農陳金地，陳金地以往每年供應前總統蔣介石。閒暇之餘，由凍頂引進茶苗在海拔2500公尺山區種茶製茶。製出的茶，初期出售不知如何命名，因其茶苗品種不同，但都種於高山，於是冠以“高山茶”之名。之後漸被廣泛用在高海拔或1000公尺以上山區製出來的茶。
高山上涼冷，早晚雲霧繚繞，平均日照短，故所產茶葉所含兒茶素等苦澀成分降低。且茶葉柔軟，葉肉厚，果膠質含量高，故色澤翠綠鮮活、滋味甘醇、香氣淡郁，耐沖泡。因為較注重“原味”的要求，茶葉發酵程度較輕，帶動“重萎凋，輕發酵”的風潮。
1965年，其中梨山高山茶備受先總統蔣介石所喜愛，進而名聲大噪。

## 產地分布

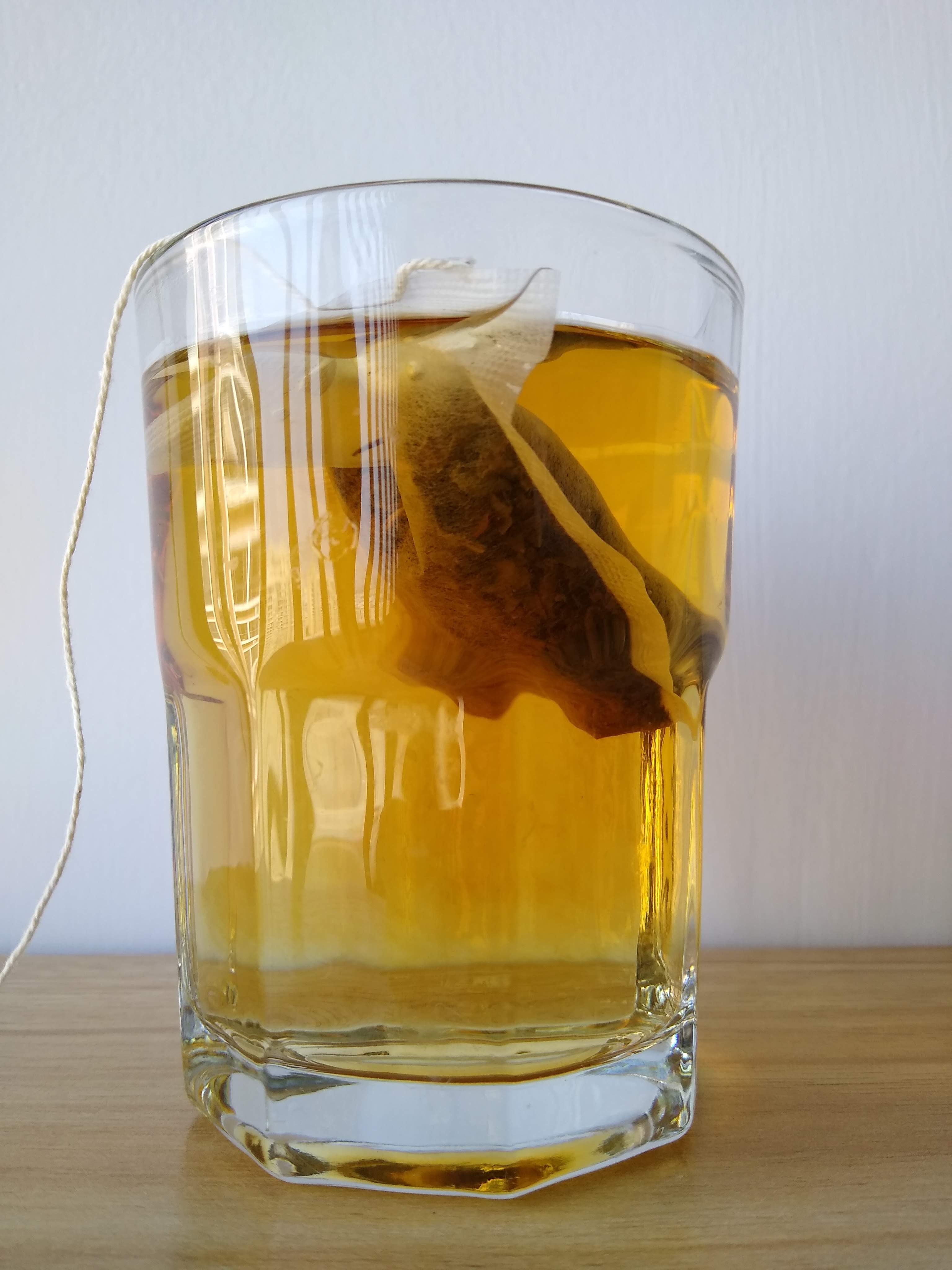
阿里山茶

臺灣高山分布極廣，生產高山茶的地區亦多，不過仍以台中市、嘉義縣與南投縣境內海拔1,000～2,400公尺的茶區為主，其中以阿里山茶、杉林溪茶、梨山茶為代表。

### 主要產地
- 嘉義縣:嘉義縣是當前台灣生產高山茶的重要產區，種植的區域。
  - 嘉義縣梅山鄉:梅山鄉百分之九十屬於山區，茶園主要分布於梅山鄉山區之太平、龍眼（龍眼林尾）、店仔、樟樹湖、碧湖、太興、瑞里、瑞峰、太和及仁和等村落，目前茶園面積總數約10,00公頃，海拔介於900～1,400公尺之間。梅山鄉龍眼村（海拔約1,200公尺）更是台灣高山茶的濫觴。而此地種植的茶樹，以青心烏龍為主。
  - 嘉義縣竹崎鄉、番路鄉、阿里山鄉:這些產茶的村莊大多位於阿里山公路旁，如龍美(瀨頭)、隙頂、巃頭、光華、石桌、十字路、達邦、里佳及豐山等山地部落。而這些村落所產製的茶品，對外通稱阿里山茶，不過也有名為阿里山珠露茶或阿里山佳露茶、阿里山玉露茶的茶品出現。尤以阿里山珠露茶最享有盛名，可謂是竹崎鄉民的「綠金」，而此茶產於竹崎鄉石桌茶區，茶園種植面積約為400公頃，分佈於海拔約1,200～1,400公尺左右的高度，種植品種以青心烏龍為主，由於製成的茶葉，香氣濃郁，滋味甘醇，廣受飲茶人士喜愛。

- 南投縣:南投縣四面環山，境內多丘陵地，主要生產高山茶的鄉鎮，以竹山鎮、仁愛鄉、水里鄉、信義鄉等四個鄉鎮為主。

竹山鎮是1980年代開始，首先從照鏡山地區大量種植茶樹，目前該鎮茶園分布的據點有照鏡山、後埔、社寮、瑞竹、大鞍、軟鞍、流滕坪、山坪頂、杉林溪、延平、延山、羊頭彎和龍鳳峽等處。至於該鄉生產高山茶的地區，以杉林溪與大鞍山區為主，尤以「杉林溪茶」的名氣最大。
仁愛鄉茶葉經濟栽培由天仁企業率先引進，並以霧社、高峰等地區開始推廣，迄今栽培面積已達800餘公頃，年產680餘公噸，躍身為南投縣第四大產茶區。從霧社至清境農場，到處可見茶行、製茶廠及民宿，此地的茶園，由於位居中央山脈的深處，終年氣溫低，溫差大，而讓高山的茶菁保持極佳的品質。因地廣人稀，此地茶葉產區極為分散，所以對外大多以「高山茶」稱之，但是仍有為數眾多的名茶出現，例如天霧茶（霧社）、天盧茶（廬山）、宿霧茶（清境農場茶園）、碧綠溪茶、霧敦茶（紅香）、東眼山茶（北東眼山）、雪山烏龍(白姑大山東邊之腰地的大騰農場)等茶品。至於仁愛鄉產茶村落，則有良久、武界、大同山、北東眼山、奧萬大、紅香、平境、霧社、春陽、廬山、翠峰、翠巒和清境等地，且以青心烏龍及金萱的茶種為主。
水里鄉於1980年代開始興起種植高山茶，目前產茶村落集中於郡坑、新山與上安等三村。而此地所生產的茶葉，以「玉山茶」和「勝峰茶」的茶品最為著名。
信義鄉與水里鄉相同，是從1980年代左右，才開始闢墾茶園，所以也屬於新興的高山茶區。而當地種植茶園的地區，包含三十甲、羅娜、同富、神木、沙里仙和塔塔加等地，並以「玉山高山茶」稱之，對外販售。另外也有命名為「沙里仙茶」與「塔塔加茶」的茶品。
- 其它縣市

台中市的高山茶區主要分布於和平區，其中包括翠巒、華崗、佳陽、新佳陽、武陵、福壽山、松茂、天府、環山等部落，且統稱為梨山茶區，海拔約1700～2600公尺果，是全台海拔最高的茶區之一，所產高山茶品質極佳。
花蓮縣的高山茶區主要分布於秀林鄉富世村，地理位置靠近南投台中兩縣市的交界處。此茶區還有一名稱就是大禹嶺茶區(茶區位於南投縣)，或稱合歡啞口茶區，海拔約2100～2600公尺，過去是台灣海拔最高的高山茶區之一，但於2015年因水土保持原因被台灣政府大規模砍除，目前茶園僅剩全盛時期1/10，海拔降至2100-2400公尺。
桃園市的高山茶區主要分布於復興區的拉拉山地區。拉拉山茶區相對於前述茶區而言，算是比較新的茶區。主要茶區坐落於巴陵、光華、新興、三光等山區部落，海拔高度約1500~1600公尺，所種茶樹則以青心烏龍為主。2017年7月，桃園市曾舉辦拉拉山春季高山烏龍茶競賽，特等茶獎項由35歲茶農陳建勳奪得。頒獎典禮之重頭戲，乃是特等茶之標售，結果由當地茶行老闆呂志強以1台斤66萬元 （页面存档备份，存于）的天價標得此特等茶，台灣高山茶的經濟價值由此可知。
拉拉山茶區之海拔與台灣最高海拔梨山之大部分茶區（大禹嶺、福壽山、梨山）差不多，所以拉拉山高冷茶非常香甜，加上拉拉山屬台灣最北之高海拔高山茶區，南面鄰近梨山茶區，面對東北季風之冷空氣直接吹拂，因此拉拉山高冷茶超級＂香、清、甘、活＂，有非常特殊的冷虹香。

## 茶葉種類
主要以烏龍茶為主，又稱高山烏龍茶。又有金萱、包種、鐵觀音、普洱等品種。

## 政府認證標章

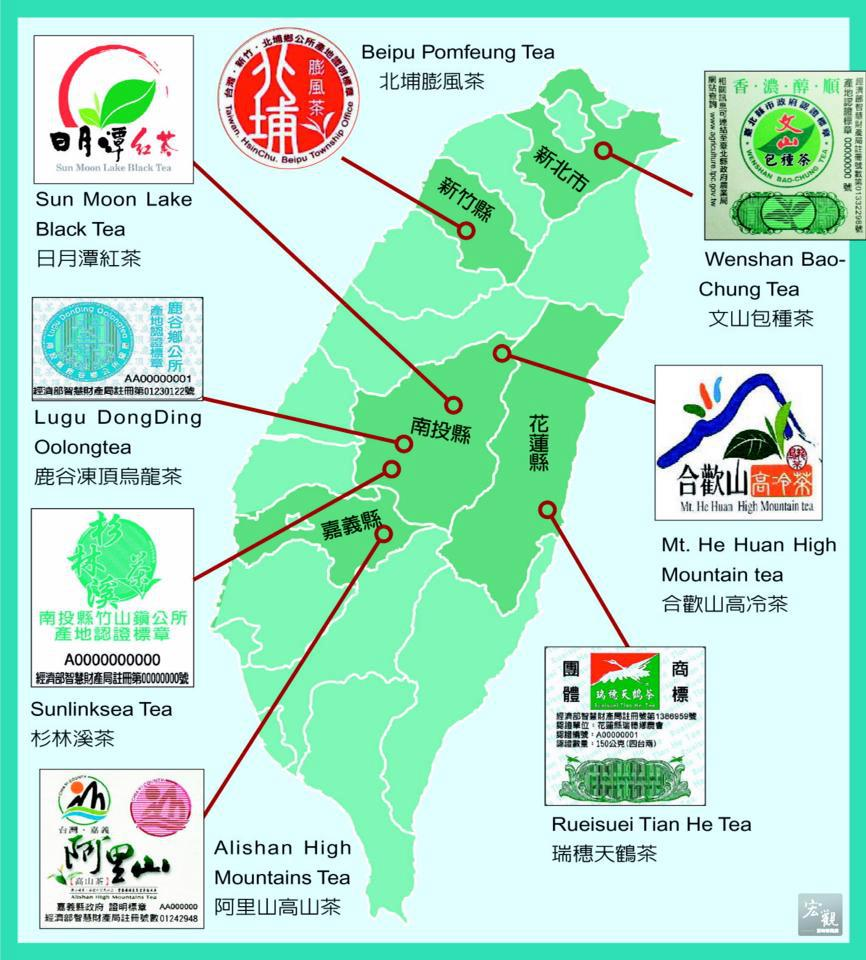
臺灣茶葉政府認證標章